# 李焯寧
李焯寧（英語：Karen Lee Chuek Ling，1979年11月5日—）），曾名李彩寧，香港演員。2000年至2010年為香港無綫電視簽約藝人。2000年畢業於第14期無綫電視藝員訓練班。2005年簽約中國星經理人，期間拍攝電影神探，情意拳拳等多部電影。2012年至2014簽約香港電視。2017年成立市場策劃公司開展商界。2018年進軍內地拍攝電視劇至今。2021年獲委任為中華人民共和國廣西壯族自治區南寧市政協。

## 演出作品

### 電視劇（無綫電視）
| 首播   | 劇名                 | 角色           |
| 2000年 | 創世紀               | Shirley        |
| 2000年 | 金裝四大才子         | 安 安          |
| 2001年 | 美味情緣             | 安 安          |
| 2001年 | 勇探實錄             | 玉 縈          |
| 2001年 | 皆大歡喜             | 小 紅          |
| 2002年 | 七號差館（海外首播） | 曾寶香         |
| 2002年 | 戀愛自由式           | Eva            |
| 2004年 | 怪俠一枝梅           | 阿 嬌          |
| 2004年 | 爭分奪秒             | Gigi           |
| 2005年 | 本草藥王             | 見 喜          |
| 2005年 | 隨時候命             | 呂碧珊（Wing） |
| 2005年 | 謎情家族             | Mabel          |
| 2005年 | 布衣神相             | 程日霞         |
| 2006年 | 刑事情報科           | Suki           |
| 2006年 | 賭場風雲             | 藍小茵（少年） |
| 2007年 | 蕭十一郎             | 喜 兒          |
| 2007年 | 十兄弟               | 芳師姐         |
| 2007年 | 緣來自有機           | Suki           |
| 2008年 | 千謊百計             | 陳芷韻         |
| 2008年 | 東山飄雨西關晴       | 彩 蝶          |
| 2008年 | 畢打自己人           | Lemon          |
| 2009年 | 大冬瓜               | 小 桃          |
| 2009年 | 巴不得爸爸...        | 來路貨         |
| 2009年 | 美麗高解像           | 梁美芬         |
| 2010年 | 掌上明珠             | 周大妹         |
| 2010年 | 女人最痛             | Cindy          |
| 2010年 | 讀心神探             | 万芷媛         |
| 2017年 | 使徒行者2            | 梁斯敏         |

### 電視劇（香港電視網絡）
| 首播   | 劇名                   | 角色            |
| 2014年 | 警界線                 | 沈若彤（客串）  |
| 2015年 | 童話戀曲201314         | 楊海迪（Heidi） |
| 2015年 | 大眾情性               | Monica（第4集） |
| 2015年 | 末日+5（單元二：復活） | 張家欣          |
| 2015年 | 三面形醫               | 羅佳倩          |

### 電視劇（ViuTV）
- 2019年：假設性無罪 飾 袁麗娜
- 2022年：心靈師 飾 康倩妮(唐太)

### 電視劇（其他）
- 2019年：九流霸主 飾 德妃
- 2019年：戰毒 飾 Tina姐
- 2022年：家族榮耀 飾 賈桂蓮
- 2022年：黑金風暴 飾 錢卓玲

### 電影
- 2000年：鐵男本色
- 2006年：情意拳拳
- 2007年：神探 飾 Gigi（何家安女友）
- 2016年：寒戰II

### 活動大使
- 2011-13年度: 《 (聯合國環境署)國際百萬森林計劃(包括十億樹木行動及地球植林計劃)植樹及護理活動》香港區植樹及護理大使之一
- 2018年度: 苗圃行動慈善大使
- 2020年度: 全球免稅線上峰會「關鍵意見領袖大使」
- 2022年度: 香港睦群助更生協會更生大使

## 外部連結
- 李焯寧的新浪微博
- 李焯寧的Facebook專頁
- 李焯寧的Instagram帳戶